# Romeo Rossi (ciclista)
Romeo Rossi (Naters, 18 marzo 1912 – ...) è stato un ciclista su strada italiano, professionista e indipendente dal 1934 al 1938.

## Carriera
Nato in Svizzera da genitori originari di Prato, tra i dilettanti con l'A.C. Pratese vinse, nel 1933, la Roma-Cosenza in quattro tappe. Passò indipendente nel 1934: in stagione conseguì buoni risultati nella categoria, concludendo al secondo posto il Giro dell'Emilia, al sesto il Giro del Lazio a tappe, all'ottavo il Giro di Toscana a tappe e al nono il Giro di Romagna.
Trasferitosi all'alessandrina Maino nel 1935, fu gregario di Learco Guerra al Giro d'Italia e nelle altre corse che vedevano la partecipazione del campione mantovano, mentre come risultati personali concluse al terzo posto il Giro del Piemonte. Nel 1936 vestì la maglia della varesina Ganna, correndo il Giro d'Italia, mentre nelle stagioni seguenti fu di nuovo attivo come indipendente.
La sua carriera ebbe conclusione con l'esplosione del secondo conflitto mondiale, terminato il quale aprì un negozio di biciclette a Prato.

## Palmarès
- 1931 (dilettanti)

Coppa Amici del Pedale - San Giovanni Valdarno
- 1933 (dilettanti)

3ª tappa Roma-Cosenza (Salerno > Castrovillari)
Classifica generale Roma-Cosenza

## Piazzamenti

### Grandi Giri
- Giro d'Italia

1935: 57º
1936: 27º

### Classiche monumento
- Milano-Sanremo

1935: 20º
1936: 37º
- Giro di Lombardia

1933: 22º
1934: 11º